# Alt-Staßfurt
Der Stadtteil Alt-Staßfurt liegt am linken Bodeufer und im nördlichen Teil der Stadt Staßfurt im Salzlandkreis in Sachsen-Anhalt.

## Geschichte
Alt-Staßfurt (Ersterwähnung 806 im Befehl Karls des Großen) ist der älteste Teil der heutigen Stadt, die als Kernstadt aus dem ehemaligen Dorf Alt-Staßfurt, Staßfurt-Mitte und der ehemals eigenständigen Stadt Leopoldshall besteht. Im Dezember 1868 wurde Alt-Staßfurt in die Stadt Staßfurt integriert, Leopoldshall kam am 1. April 1946 dazu. Heute befinden sich in Alt-Staßfurt noch einige historisch erhaltene Gebäude wie der alte Wasserturm, die katholische St.Marienkirche, die evangelische St. Petrikirche und das alte Pfarrhaus.

## Geografie
Der Stadtteil Alt-Staßfurt liegt nördlich des Zentrums von Staßfurt und der Bode und wird dem Wohngebiet Staßfurt-Nord zugeschrieben.

## Wohnlage
In Alt-Staßfurt befinden sich neben ein paar historischen Gebäuden auch Schulen wie das Dr.-Frank-Gymnasium.